# ぐるり北海道フリーきっぷ
ぐるり北海道フリーきっぷ（ぐるりほっかいどうフリーきっぷ）とは、東日本旅客鉄道（JR東日本）が発売していた特別企画乗車券（トクトクきっぷ）である。

## 概要
- 東京都区内または京浜東北線（川口駅 - 大宮駅）・埼京線（戸田公園駅 - 大宮駅）の各エリアからフリーエリアまでの往復乗車券とのフリーきっぷがセットになっている。
- 日数はフリーエリアまでの往復を含めて5日間。但し復路で寝台列車を利用し、5日目に乗車した場合は、日付を跨いで発売エリア内の降車駅まで乗車券部分のみ有効（継続乗車が適用される）。
- 一般的なフリーきっぷ類では、フリーエリア内は自由席のみ利用可能だったり、座席の指定を受けられる回数に制限があったりするものが多いが、このきっぷは回数の制限なく座席の指定を受けられるのが特長である。

## 利用できる列車・設備

### フリーエリアまで
- フリーエリアまでの移動は以下の路線・列車・設備が利用できる。
  - 「はやて」を含む東北新幹線の普通車指定席または普通車自由席。
  - 東北本線・いわて銀河鉄道線・青い森鉄道線・津軽海峡線を経由する特急・急行・普通列車（快速を含む）普通車指定席または普通車自由席。
  - 「北斗星」のB寝台（2段式寝台および1人用B個室寝台「ソロ」）。途中下車しなければ札幌駅まで通しての利用も可能。
  - 「はくつる」のB寝台（2002年まで）
- 但し以下の列車・設備を利用する場合は例外がある。
  - 東北新幹線と寝台列車を乗り継いでの利用はできない。新幹線とは直接連絡しない「はまなす」のB寝台もこれに該当する。但し、「はまなす」に連結されている「カーペットカー」については普通車指定席扱いのため利用できる。
  - グリーン車、A寝台（「カシオペア」含む）または2人用B個室寝台「デュエット」を利用する場合は、運賃のみ有効。
- フリーエリアまでの途中下車はできない。途中下車した場合は下車駅までの運賃・料金を請求される。
- 羽越本線廻りの寝台特急「あけぼの」は経路が異なるため全区間利用できない（乗車する場合は運賃も別途必要）。

### フリーエリア内
- フリーエリアはJR北海道管内全路線である。
- フリーエリア内は特急・急行・普通列車（快速・SLを含む）の普通車指定席または普通車自由席が何度でも利用可能。
- グリーン車およびB寝台を含む寝台車、ホームライナーを利用する場合は運賃のみ有効。

南限における注意
- フリーエリアの南限は中小国駅までとなっているが、津軽海峡線の特急列車は全列車中小国駅を通過し、1駅北の津軽今別駅も1日2往復しか列車が停まらないため、事実上木古内駅が南限となる。
- 蟹田駅まで利用した場合、中小国駅から当駅までの運賃とその列車のJR北海道側の最終乗車駅から当駅までの特急料金を請求される。但し木古内駅から自由席を利用した場合は特急料金不要の特例区間が適用されるため、中小国から蟹田までの運賃のみを支払えばよい。但し、ねぶたエクスプレス、はまなす、北斗星、カシオペアは蟹田を通過し青森駅まで無停車のため、この場合ねぶたエクスプレスは中小国駅から青森までの運賃と木古内から青森までの特急料金、はまなすは中小国駅から青森までの運賃と函館から青森までの急行料金、北斗星、カシオペアは中小国駅から仙台までの運賃と函館から仙台までの特急料金と寝台料金が必要になる（特例区間の適用外となってしまうため）。
- 竜飛海底駅、吉岡海底駅の下車は可能であるが、当きっぷとは別に「海底駅見学整理券」が必要になる。

## 種類
大人1人用のみ発売していた。また、出発駅・利用期間により発売金額が異なる。
| 利用期間   | 東京都区内 | 川口・戸田公園 - 大宮 |
| ---------- | ---------- | --------------------- |
| 10月 - 6月 | 35,700円   | 35,200円              |
| 7月 - 9月  | 45,200円   | 44,700円              |

利用期間は利用開始日基準となる。
- 利用開始日を6月30日とし、7月4日まで利用する場合…10月 - 6月の料金が適用される。
- 利用開始日を9月30日とし、10月4日まで利用する場合…7月 - 9月の料金が適用される。
- 利用開始日を6月30日とした後、7月1日に変更した場合…7月 - 9月の料金から10月 - 6月の料金を差し引いた金額が新たに発生する。
- 利用開始日を9月30日とした後、10月1日に変更した場合…7月 - 9月の料金から10月 - 6月の料金を差し引いた金額が返還される。

## 払い戻し
- ゆき・かえり券共に未使用の場合、発売額から850円の手数料を差し引いた額を返還。
- ゆき券のみ使用し、かえり券が未使用の場合、発売額から「北斗星」の上野→札幌間の通常片道料金（運賃・特急料金・B寝台料金 合計25,270円）と530円の手数料を差し引いた額を返還。北斗星を利用していない場合でもこれが適用される。
- かえり券はフリーエリアのパスを兼ねているため、フリーエリア内において当きっぷを利用した場合は払い戻し不可となる。

## 利用制限期間
最後に発売された時点で、以下の期間は利用できなかった。
- 4月27日〜5月6日
- 8月11日〜8月20日
- 12月28日〜1月6日

以前は札幌雪まつりの期間も利用不可だったが、最終的には利用可能となっていた。

## 発売箇所・利用期間
利用開始日の1ヶ月前からJR東日本東京・横浜・大宮・千葉・八王子・高崎・長野・水戸支社管内のみどりの窓口、びゅうプラザおよび主な旅行会社で販売していたが、利用が減少傾向にあるとして、2010年3月31日の利用を以て廃止された。